# Zwierzyniec (Sochaczew)
Zwierzyniec – część miasta Sochaczewa w województwie mazowieckim. Jest to obszar o ekstremalnie północnym położeniu względem centrum miasta, w rejonie ulic Smolnej, Krzywej, Księżycowej i Zwierzynieckiej. W latach 1954–1976 w granicach Chodakowa.
Na terenie Zwierzyńca znajduje się system stawów. Tuż przy granicy miasta, we wsi Plecewice, znajduje się remiza OSP.

## Historia
Dawniej samodzielna wieś (osada leśna). Od 1867 w gminie Chodaków w powiecie sochaczewskim. W okresie międzywojennym należał do woj. warszawskiego. W 1921 roku liczba mieszkańców wynosiła 98. 20 października 1933 utworzono gromadę Zwierzyniec w granicach gminy Chodaków, składającą się z samej wsi Zwierzyniec.
Podczas II wojny światowej w Generalnym Gubernatorstwie, w dystrykcie warszawskim (Landkreis Sochaczew). W 1943 mieјscowość liczyła 299 mieszkańców.
Po wojnie Zwierzyniec powrócił do powiatu sochaczewskigo w woj. warszawskim jako jedna z 48 gromad gminy Chodaków. 
W związku z reorganizacją administracji wiejskiej jesienią 1954, Zwierzyniec wszedł w skład nowej gromady Chodaków. 13 listopada 1954, po pięciu tygodniach, gromadę Chodaków zniesiono w związku z nadaniem jej statusu osiedla, w związku z czym Zwierzyniec stał się integralną częścią osiedla Chodakowa, a po nadaniu osiedlu Chodaków statusu miasta 1 stycznia 1967 – częścią miasta Chodakowa.
1 stycznia 1977 miasto Chodaków włączono do Sochaczewa, przez co Zwierzyniec stał się integralną częścią Sochaczewa.
Nazwa nie występuje w systemie TERYT.